# Janet Jagan
Janet Rosalie Jagan (20. oktober 1920, i Chicago, USA – 28. marts 2009) var Guyanas præsident i perioden 1997-99.
Janet Rosenberg blev gift med Cheddi Jagan i 1943, og få måneder derefter flyttede de til hans fædreland, Guyana. I 1950 grundlagde de det venstreorienterede People's Progressive Party. Janet Jagan var partiets generalsekretær i perioden 1950-70.
Cheddi Jagan var flere gange premierminister og præsident. Efter hans død i 1997 blev Janet Jagan selv premierminister og kort derefter præsident. I 1999 trak hun sig tilbage fra embedet af helbredsgrunde.

## Ekstern henvisning
- Om Janet Jagan (på engelsk) Arkiveret 1. april 2009 hos  Wayback Machine